# Cleptes
Cleptes is een geslacht van vliesvleugelige insecten uit de familie van de goudwespen (Chrysididae).

## Soorten
- C. aerosus Förster, 1853
- C. afer Lucas, 1849
- C. cavernalis Móczár, 1968
- C. femoralis Mocsáry, 1890
- C. graecus Móczár, 2001
- C. hungaricus Móczár, 2009
- C. ignitus (Fabricius, 1787)
- C. juengeri Linsenmaier, 1994
- C. maculatus Linsenmaier, 1968
- C. mocsaryi Semenov, 1891
- C. moczari Linsenmaier, 1968
- C. nigritus Mercet, 1904
- C. nyonensis Móczár, 1997
- C. obsoletus Semenov, 1891
- C. orientalis Dahlbom, 1854
- C. pallipes Lepeletier, 1806
- C. parnassicus Mocsáry, 1902
- C. pseudosulcatus Móczár, 1968
- C. putoni Du Buysson, 1886

- C. scutellaris Mocsáry, 1889
- C. schmidti Linsenmaier, 1968
- C. semiauratus (Linnaeus, 1761)
- C. semicyaneus Tournier, 1879
- C. splendidus (Fabricius, 1794)
- C. triestensis Móczár, 2000